# Verdina Shlonsky

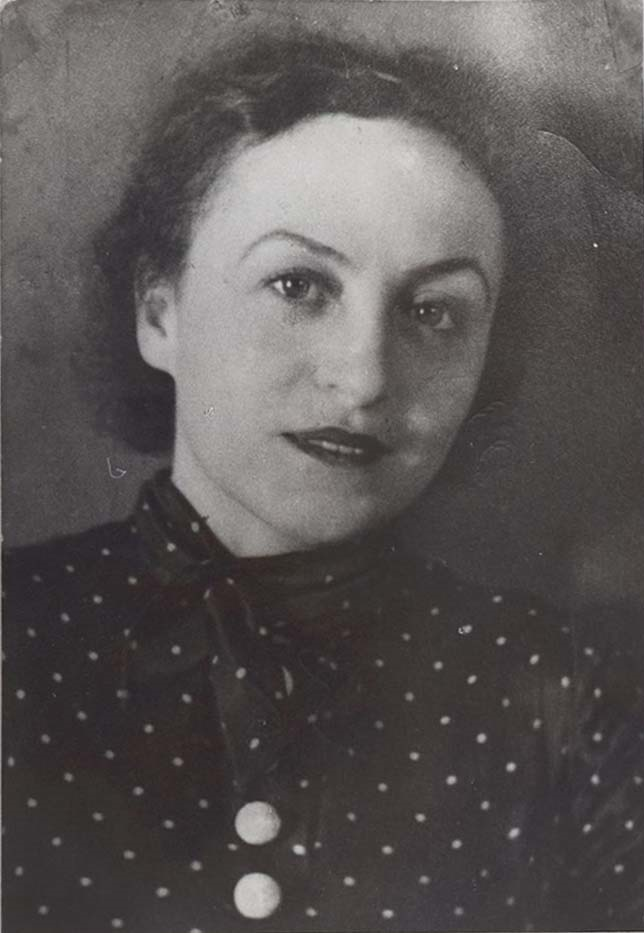
Verdina Shlonsky, Tel Aviv, 1936

Verdina Shlonsky (* 19. oder 22. Januar 1905 in Jekaterinoslaw; † 20. Februar 1990 in Tel Aviv) war eine ukrainisch-israelische Komponistin und Pianistin.

## Leben und Werk
Verdina Shlonsky war eine jüngere Schwester des als Dichter bekannt gewordenen Avraham Shlonsky. Während ihre Familie Anfang der 1920er-Jahre nach Palästina emigrierte, blieb sie in Europa, um dort an der Musikhochschule Berlin Klavier bei Egon Petri und Arthur Schnabel zu studieren. Ab 1929 folgten Studien in Paris bei Alfred Cortot. 1931 ging sie ebenfalls nach Palästina, kehrte aber bald nach Paris zurück und nahm Kompositionsunterricht bei Nadia Boulanger. Ihr Liederzyklus Poéme Hebraique brachte ihr dort beim Wettbewerb Femme de professions libérale den ersten Preis für Komposition ein. Weiteren Kompositionsunterricht erhielt sie bei Max  Deutsch, Edgard  Varèse und Hanns  Eisler. Von 1934 bis 1937 arbeitete sie in Tel Aviv und zog anschließend wieder nach Paris, bis die deutsche Invasion Frankreichs sie zur Flucht nach London zwang. Seit 1944 lebte sie dauerhaft in Palästina und lehrte dort seit 1967 an der Academy of Music in Tel Aviv.
Verdina Shlonsky komponierte sinfonische Werke, Kammer- und Klaviermusik, außerdem Musik für das Theater sowie Lieder auf Gedichte etwa von Lea Goldberg, Shin Shalom, Raphael Eliaz und ihres Bruders Avraham Shlonsky. 1947 erhielt sie in Budapest für ihr Streichquartett den Béla-Bartók-Preis, für dasselbe Werk 1971 auch den israelischen ACUM Prize. Für ihr Lebenswerk erhielt sie 1984 erneut den ACUM Prize. In ihrer Musik nahm sie insbesondere Einflüsse französischer Zeitgenossen auf.
Verdina Shlonsky war auch publizistisch tätig und verfasste Essays über das europäische und israelische Musikleben.